# Acalyptops
Acalyptops är ett släkte av skalbaggar. Acalyptops ingår i familjen vivlar.
Kladogram enligt Catalogue of Life:
| Acalyptops | \| \| Acalyptops coerulescens \| \| \| \| \| \| Acalyptops ornatus \| \| \| \| |
|            | \| \| Acalyptops coerulescens \| \| \| \| \| \| Acalyptops ornatus \| \| \| \| |
|            | Acalyptops coerulescens                                                        |
|            |                                                                                |
|            | Acalyptops ornatus                                                             |
|            |                                                                                |